# Xã Whitehall, Michigan
Xã Whitehall (tiếng Anh: Whitehall Township) là một xã thuộc quận Muskegon, tiểu bang Michigan, Hoa Kỳ. Năm 2010, dân số của xã này là 1.739 người.